# والتر كوفمان (ملحن)
والتر كوفمان (بالتشيكية: Walter Kaufmann)‏ هو عالم موسيقى وملحن تشيكي، ولد في 1 أبريل 1907 في كارلوفي فاري في التشيك، وتوفي في 9 سبتمبر 1984 في بلومنغتون في الولايات المتحدة.

## وصلات خارجية
- والتر كوفمان على موقع IMDb (الإنجليزية)
- والتر كوفمان على موقع ميوزك برينز (الإنجليزية)